# Gluvia dorsalis
Gluvia dorsalis és una espècie d'aràcnid de l'ordre Solifugae ("aranyes camell") de la família Daesiidae. Se'ls pot trobar en zones àrides de la península Ibèrica (Espanya i Portugal).

## Característiques
El seu cos mesura uns 3 cm de longitud. Són de color vermellós amb l'abdomen més fosc i posseeixen quatre parells de potes i dos pedipalps molt desenvolupats; els seus quelícers són també molt grans, de tipus tisora. Tenen un parell d'ulls simples dorsals.

## Història natural
Gluvia dorsalis es troba a les terres baixes de tota la península Ibèrica, prefereix hàbitats oberts, com a prades o similars, amb poca pluja d'estiu. L'espècie és activa en la superfície del maig fins a principis de novembre. És un depredador nocturn que s'alimenta principalment de formigues i aranyes. No obstant això, en condicions de laboratori, els espècimens capturen i consumeixen una varietat d'artròpodes. G. dorsalis sembla amagar-se en els caus subterranis només quan muda, hiberna o pon ous. La reproducció es produeix a principis de l'estiu, i les femelles usualment produeixen un únic paquet d'ous que conté, una mitjana de 84 ous, i mor poc després. G. dorsalis és una espècie biennal (viu 2 anys).